# 克里斯蒂安·塔巴什
克里斯蒂安·塔巴什（英語：Christian Tabash，1999年5月14日—），美国男子赛艇运动员，2021年世界U23赛艇锦标赛男子四人单桨有舵手铜牌得主、2024年夏季奥林匹克运动会男子八人单桨有舵手银牌得主。